# Découverte du Sauveur dans le Temple
La Découverte du Sauveur dans le Temple (The Finding of the Saviour in the Temple) est un tableau de William Holman Hunt, peint entre 1854 et 1860, conçu comme une version ethnographique précise du sujet traditionnellement connu sous le nom de « Jésus parmi les docteurs », une illustration de l'enfant Jésus débattant de l'interprétation des écritures avec les sages. Le passage est illustré dans l'Évangile selon Luc, 2:41, il stipule :
« Les parents de Jésus se rendaient chaque année à Jérusalem pour la fête de la Pâque. Quand Jésus eut douze ans, ils y montèrent selon la coutume de la fête. Une fois la fête terminée, ils prirent le chemin du retour, mais Jésus, leur fils, resta à Jérusalem et ses parents ne s'en aperçurent pas. Ils supposaient, en effet, qu'il se trouvait avec leurs compagnons de voyage et firent ainsi une journée de marche. Ils se mirent alors à le chercher parmi leurs parents et leurs connaissances. Mais ils ne le trouvèrent pas. Aussi retournèrent-ils à Jérusalem pour le chercher. Trois jours plus tard, ils le retrouvèrent dans le Temple, assis au milieu des maîtres; il les écoutait et leur posait des questions. Tous ceux qui l'entendaient s'émerveillaient de son intelligence et de ses réponses. Ses parents furent très étonnés de le voir là, et sa mère lui dit : "Mon enfant, pourquoi nous as-tu fait cela ? Tu sais, ton père et moi, nous étions très inquiets et nous t'avons cherché partout." "Pourquoi m'avez-vous cherché ?" leur répondit Jésus. "Ne saviez-vous pas que je dois m'occuper des affaires de mon Père ?" Mais ils ne comprirent pas ce qu'il leur disait. »
Hunt représente le moment où Marie et Joseph retrouvent Jésus, tandis que les rabbins dans le temple réagissent de diverses façons contrastées à son discours, certains intrigués, d'autres en colère ou dédaigneux. Cette représentation des réactions contrastées fait partie de la tradition du sujet, comme en témoignent beaucoup plus tôt la version de Albrecht Dürer. Hunt aurait également connu la version de Bernardino Luini sur le sujet à la National Gallery. Au moment où elle était attribuée à Léonard de Vinci.

## Genèse
Obsédé par l'idée de revitaliser l'art religieux en insistant sur la précision ethnographique combinée avec le symbolisme biblique détaillée, Hunt a voyagé au Moyen-Orient pour la conception du tableau, en utilisant les populations locales comme des modèles et en étudiant les anciennes coutumes et rituels judaïques. L'avancement de la peinture fut cependant retardé par des difficultés rencontrées avec les modèles, et finalement Hunt la reporte pour travailler sur un autre projet, Le Bouc émissaire. Il l'a finalement terminé en 1860, de retour en Angleterre. Son ami Frederic George Stephens a écrit une brochure contenant une explication détaillée du contenu et des personnages. Le tableau a ensuite été montré dans une série d'expositions itinérantes populaires au cours de laquelle les visiteurs pouvaient acheter la brochure et souscrire à une reproduction gravée. Elles ont été organisées par le marchand d'art Ernest Gambart, et se sont avérées être un grand succès financier.